# Renault Clio Renault Sport

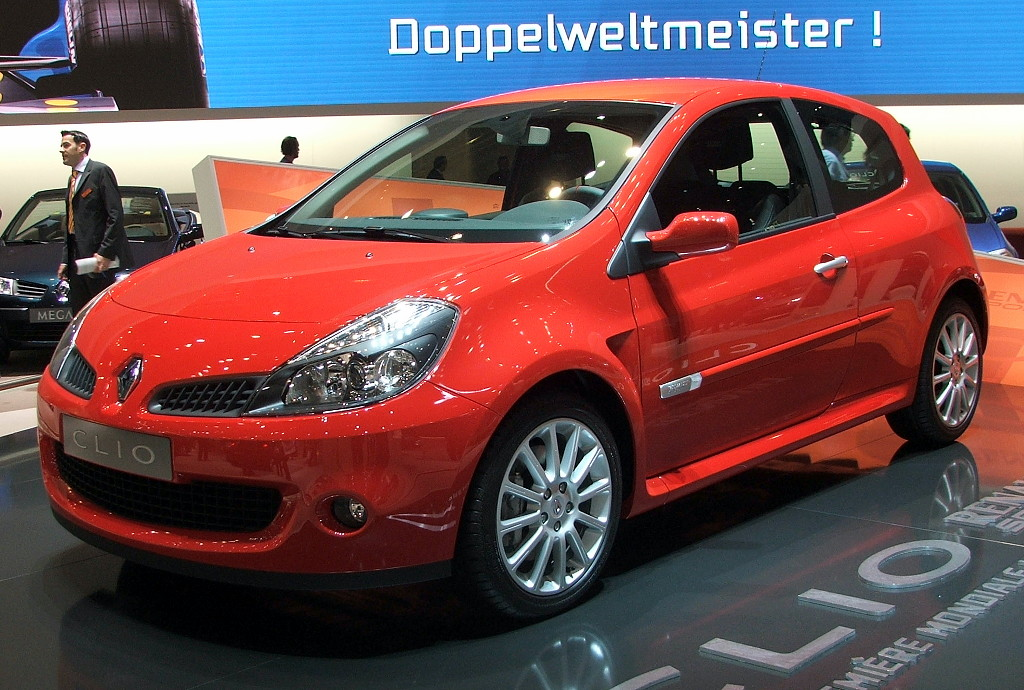
Renault Clio Renault Sport III

Renault Clio Renault Sport är en sportmodell av Renault Clio. Modellen introducerades 1999 och har utvecklats i takt med den vanliga Clion.